# San Giuda Taddeo Apostolo (titre cardinalice)
Le titre cardinalice  San Giuda Taddeo Apostolo  a été établi par le pape François le 28 novembre 2020.
Il est attaché à l'église homonyme, San Giuda Taddeo Apostolo (it), située au sud-est de Rome, dans le quartier Appio-Latino. Construite sur les plans des architectes Giuseppe Forti et Roberto Spaccasassi de 1994 à 1996, elle s’est appelée jusqu’en 2012  San Giuda Taddeo ai Cessati Spiriti.

## Liste des titulaires du titre
- Cornelius Sim (2020-2021)
- Giorgio Marengo (depuis 2022)